# Trolltjärnen (Borgvattnets socken, Jämtland)
Trolltjärnen är en sjö i Ragunda kommun i Jämtland och ingår i Indalsälvens huvudavrinningsområde.